# Mohamed Taieb
Mohamed Taieb, född 15 oktober 1996, är en tunisisk roddare. Hans tvillingsyster, Nour El-Houda Ettaieb, är också en olympisk roddare.
Taieb tävlade för Tunisien vid olympiska sommarspelen 2016 i Rio de Janeiro, där han slutade på 27:e plats i singelsculler.